# Aach (bij Trier)
Aach is een plaats in de Duitse deelstaat Rijnland-Palts, en maakt deel uit van de Landkreis Trier-Saarburg. Aach telt 1.116 inwoners.

## Bestuur
De plaats is een Ortsgemeinde en maakt deel uit van de Verbandsgemeinde Trier-Land.

## Indeling gemeente
Het volgende dorp maakt deel uit van de gemeente:
- Hohensonne

## Verkeer en vervoer

### Autowegen
- De Bundesstraße 51 loopt door de gemeente.